# Ancien tramway de Dijon
L'ancien tramway de Dijon est un réseau de tramway à voie métrique concédé à la Compagnie des tramways électriques de Dijon (TED), qui a desservi l'agglomération de Dijon (Côte-d'Or) de 1895 à 1961. S'y rajoutaient des lignes suburbaines exploitées par les Chemins de fer départementaux de la Côte-d'Or (CDCO)
Avant cette exploitation, Dijon disposa d'un service d'omnibus dès 1888.
À la fin de l'exploitation, les TED mirent en service le réseau de trolleybus de Dijon et un réseau d'autobus, ancêtre du réseau de Transports en commun de Dijon, plus connus sous leur marque, Divia.
La communauté d'agglomération du Grand Dijon a décidé en 2008 de se doter d'un nouveau réseau de tramway. Ses deux lignes sont mises en service au second semestre 2012.

Carte animée de l'évolution des infrastructures ferroviaires de l'agglomération de Dijon, dont celle des anciens et actuels tramways, de 1890 à nos jours.

## Histoire

### Les omnibus
Alors que les autorités locales évoquaient sans succès depuis plusieurs années la création d'un réseau de tramway, la ville autorisa, par arrêtés des 31 mars et 25 juillet 1888 la création de deux lignes d'omnibus à chevaux du type dit « cars Rippert » devant être exploités par MM. Levy et Vertin, qui créèrent à cet effet la Compagnie des omnibus-tramways de Dijon (ODT).
Les ODT exploitèrent les itinéraires suivants :
- ligne reliant la Gare de Dijon-Ville à la Place Wilson (Place Saint-Pierre) via la rue de la Liberté, la Place du Théâtre et la rue Chabot-Charny
- ligne reliant la Place de la République à la Place du Premier Mai (Pont Napoléon), sur un itinéraire nord/sud passant par les rues des Godrans et Monge, croisant la première au carrefour Liberté/Godrans appelé « le Miroir »[1].

### Les CDCO

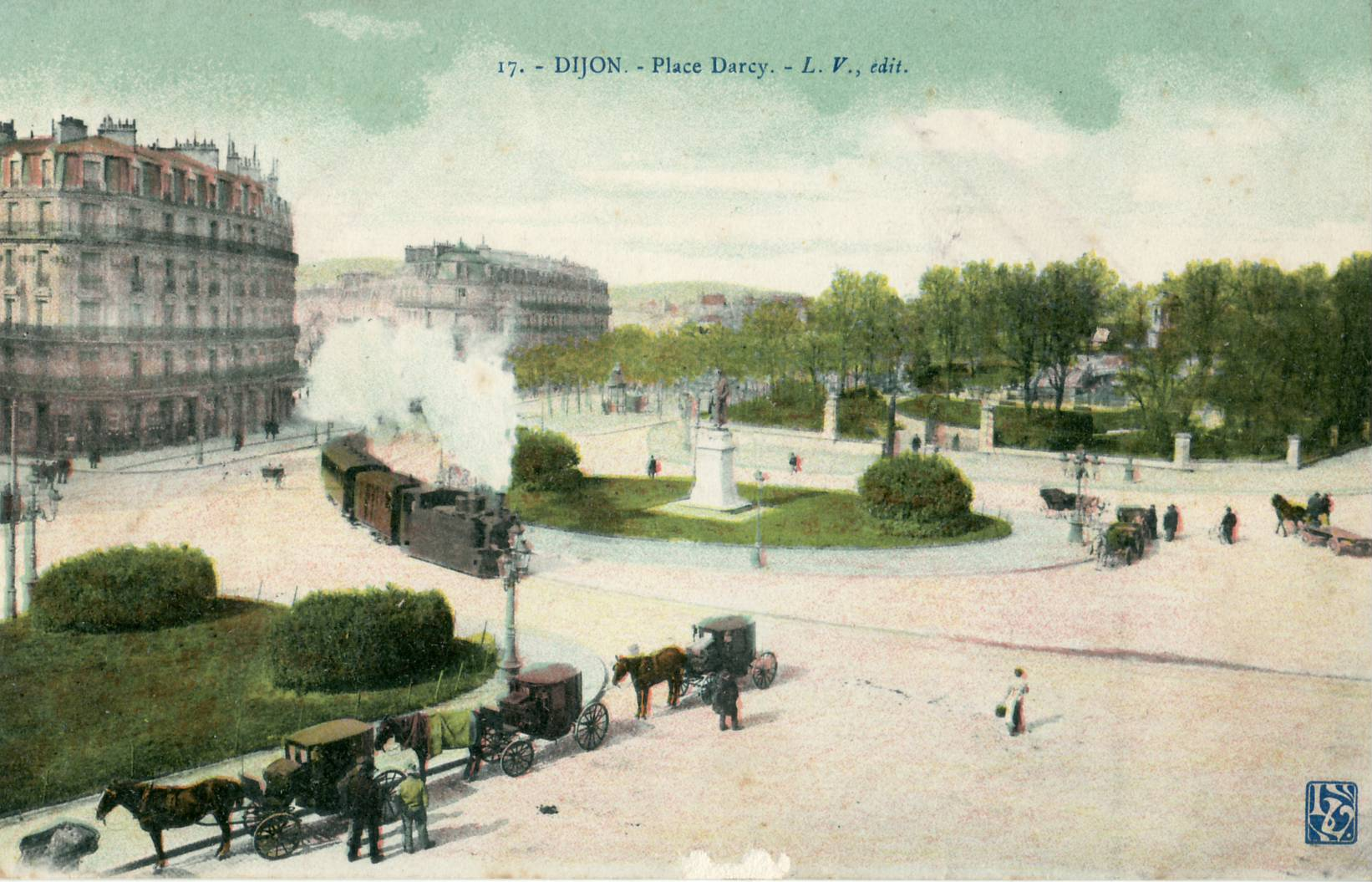
Rame des CDCO traversant la place Darcy

Le Département de la Côte-d'Or obtient le 11 octobre 1888 la concession d'un réseau de tramways, à traction vapeur, et destiné 
au transport des voyageurs et des marchandises, comprenant plusieurs lignes, dont celle de Dijon à Fontaine-Française, par Mirebeau, et en rétrocède la réalisation ainsi que l'exploitation à M. Chassin. La concession est transférée en 1889 à la Compagnie des chemins de fer du Sud de la France.
La compagnie obtient la modification du tracé de sa ligne vers Fontaine Française à travers la Ville de Dijon par décret du 17 mars 1892.

### Le début du réseau des TED

Logo de la Compagnie Alexandre Grammont en août 1894.

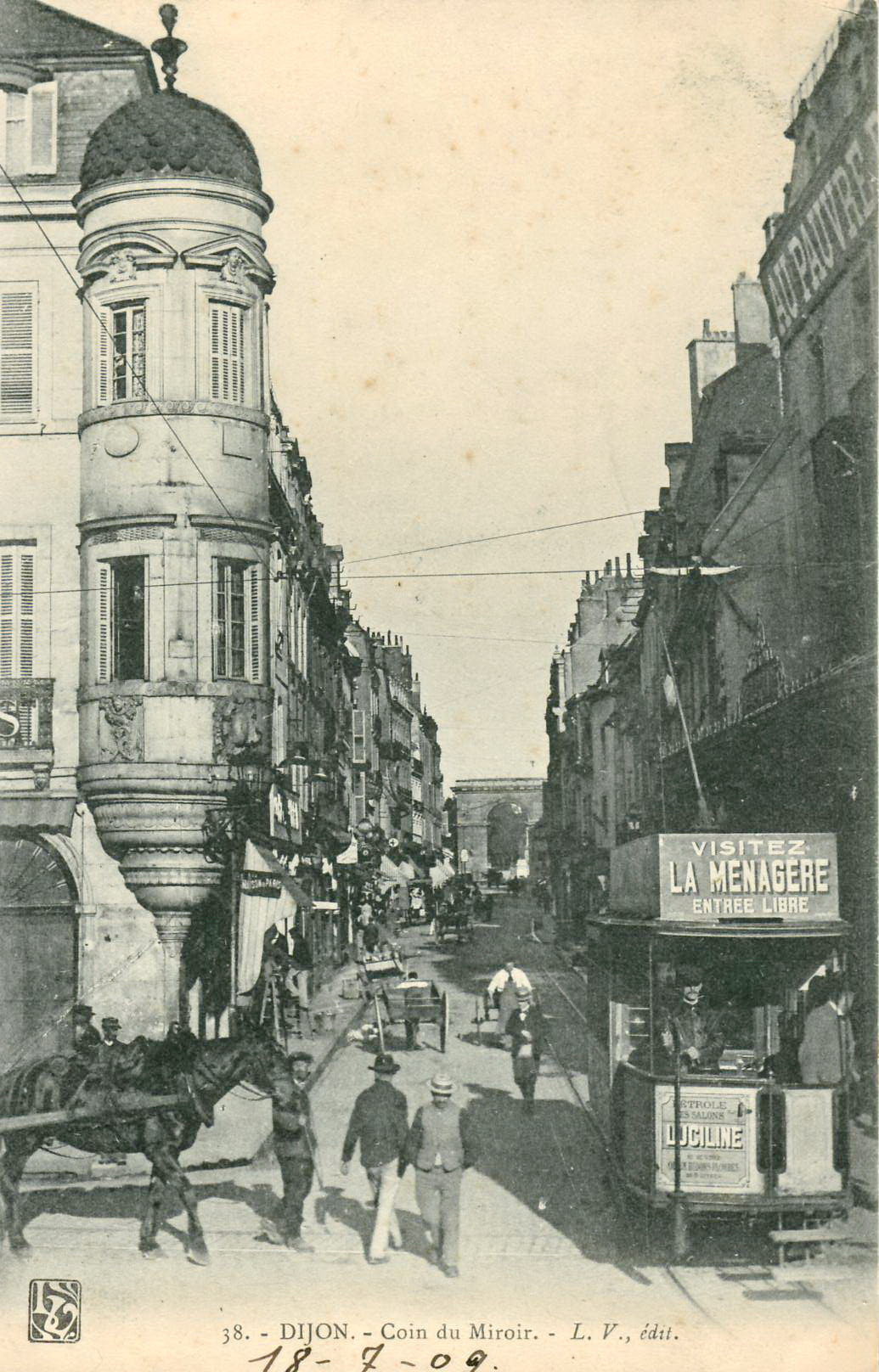
Motrice au Coin du Miroir, vers 1909

Le réseau est déclaré d'utilité publique le 18 août 1893 au profit de MM. Grammont, Bellantan et Faye, dans le cadre des dispositions de la loi du 11 juin 1880 sur les chemins de fer d'intérêt local et les tramways . Cette concession, de 60 ans, prévoyait que les concessionnaires financeraient la réalisation de l'infrastructure et l'exploitation, et que la ville leur verserait une subvention pour l'entretien des voies publiques. Par contre, l'exploitant devra verser une redevance de stationnement pour chaque rame de tramway utilisée, ainsi que 10 % de ses recettes, au-delà d'un certain montant.
Les lignes à voie métrique prévues par la déclaration d'utilité publique devaient être les suivantes, selon la toponymie de l'époque : 
1. De la limite de la commune de Dijon, sur la route de Beaune à la caserne des dragons (Caserne Heudelet), sur la route de Langres en passant par la route de Beaune, la rue de l'Hôpital, la rue Monge, la place Saint-Jean, la rue Bossuet, la rue des Godrans, la place Saint-Bernard, le boulevard de la Trémouille, la place de la République, l'avenue Garibaldi et la rue du Drapeau, sur une longueur d'environ 4,500 km.
2. De la grande gare de Paris-Lyon-Méditerranée jusqu'à la gare Porte-Neuve en passant par la rue de la Gare, la place Darcy, la rue de la Liberté, la place d'Armes (Place de la Libération, la rue Rameau, la place Saint-Étienne, la rue Lamonnoye, la rue Jeannin, la rue Paul-Cabet, la place du Trente-Octobre, le boulevard de Strasbourg, l'avenue et la gare Porte-Neuve, sur une longueur d'environ 2,300 km.
3. De la place de la République (raccordement à la ligne 1) au cimetière des Péjoces en passant par la rue Jean-Jacques-Rousseau, la rue Jeannin, la rue Lamonnoye, la place Saint-Étienne, la rue Chabot-Charny, la place Saint-Pierre, la rue d'Auxonne et la route d'Auxonne, sur une longueur d'environ 3,500 km.
4. De la place Saint-Pierre (raccordement à la ligne n° 3) au Parc, en passant par l'avenue du Parc, pour une longueur d'environ 1,800 km.

Le décret précisait que la partie de la ligne 1 comprise entre la limite de la commune de Dijon, sur la route de Beaune, et le pont du canal pourra n'être construite que lorsque ce secteur en développement aura atteint le chiffre de deux mille cinq cents habitants, et que la section de la ligne 3 entre la place de la République et la place Saint-Étienne sera différée jusqu'à ce que la ville ait fait disparaître l'étranglement 
existant au coin des cinq rues (angle rues Saint-Martin et Jean-Jacques-Rousseau).
La traction devait se faire « par les moyens mécaniques autres que ceux produisant de la vapeur et du bruit », c'est-à-dire soit une traction électrique, soit par des locomotives à air comprimé ou à vapeur sans foyer (tel que le système Lamm et Francq.
Conformément aux termes de ce décret, les trois promoteurs du réseau devaient constituer une société pour sa réalisation et l'exploitation. Ils créèrent ainsi la Compagnie des tramways électriques de Dijon, et lui transférèrent la concession.

### L'Entre-deux-guerres
Contrairement à d'autres villes qui abandonnent le tramway dans les années 1930, la ville de Dijon modernise son réseau. Le matériel roulant est remplacé et de nouvelles sections de lignes sont construites.

### LaSeconde Guerre mondiale
Durant cette période le tramway est le seul moyen de transport et assure un trafic considérable.

### La fin du réseau
Les lignes disparaissent de la façon suivante :
- les lignes 2, 3 et 4 sont supprimées le 6 janvier 1950.
- la ligne 5 est supprimée en  novembre 1960.
- la ligne 1/6 (fusion des lignes 1 et 6) est supprimée le 1er décembre 1961

## Infrastructure

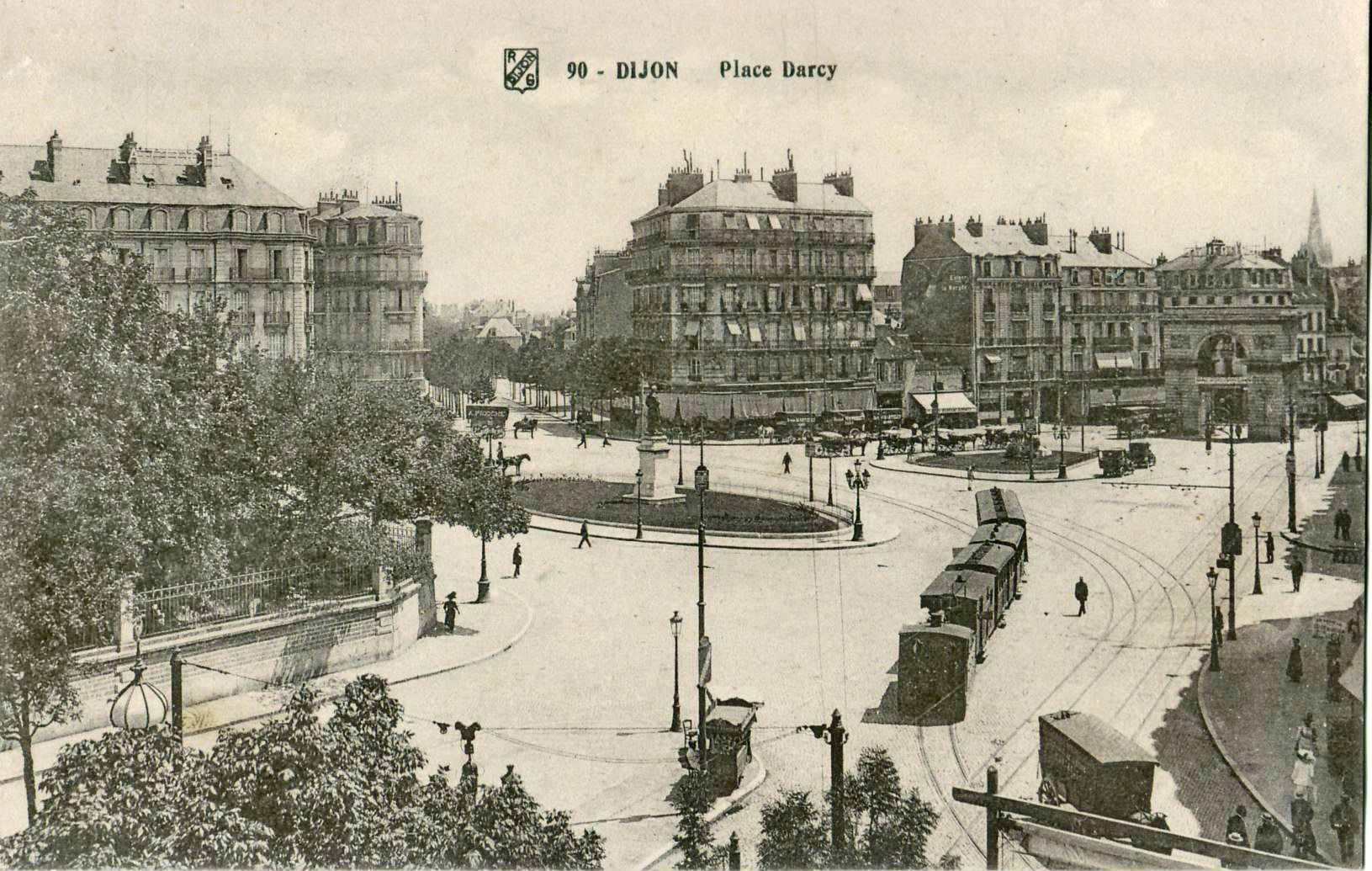
Une rame des CDCO circule, au début du XX sur une voie unique, Place Darcy, à côté de la double voie électrifiée des tramways urbains.

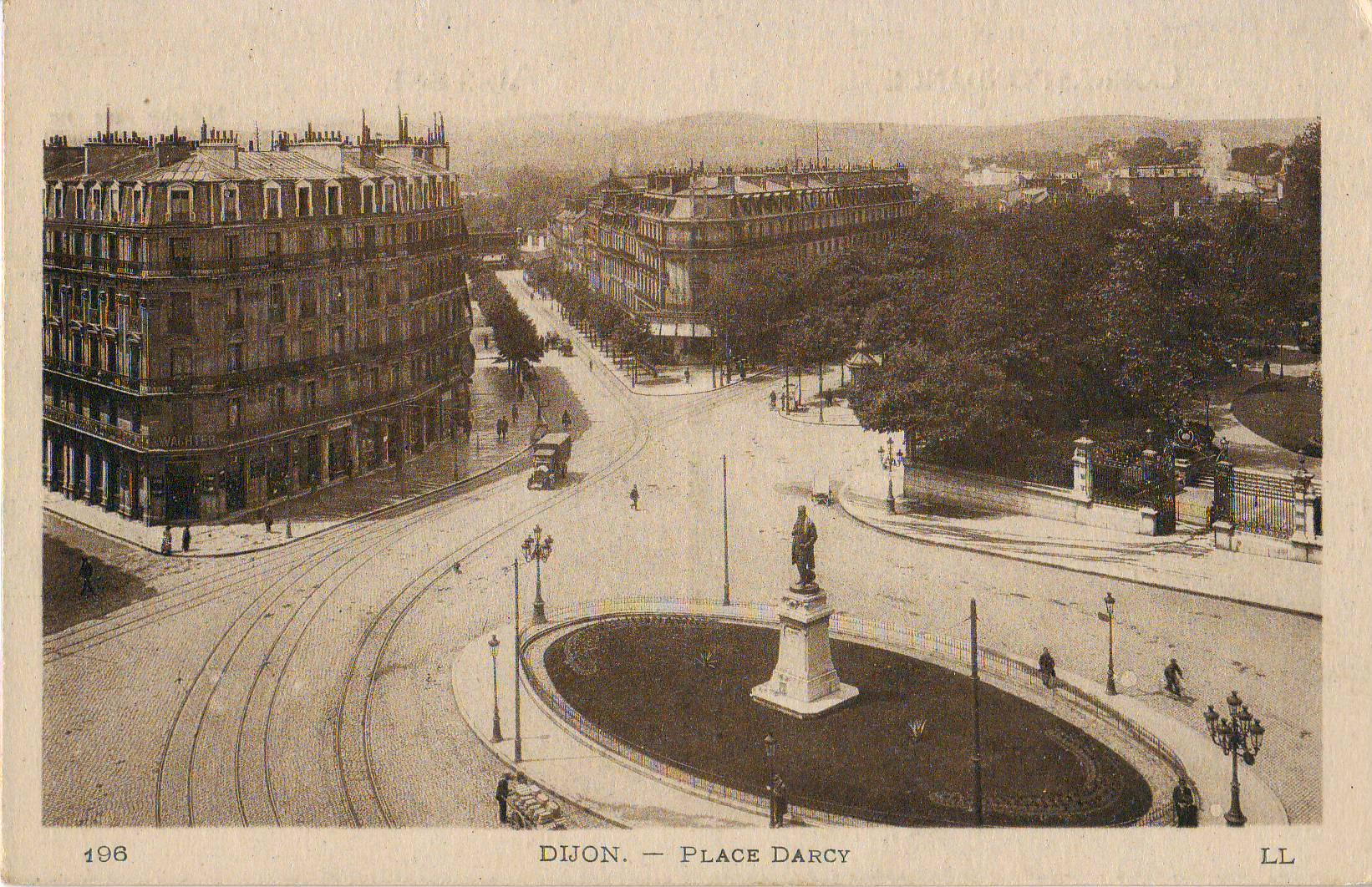
Toujours place Darcy, on voit clairement :
- au centre, la voie unique des CDCO,
- les deux voies de la ligne 3, qui se raccordent, en haut du cliché, aux voies des lignes 1 et 2 avant de se diriger vers l'avenue de la Gare

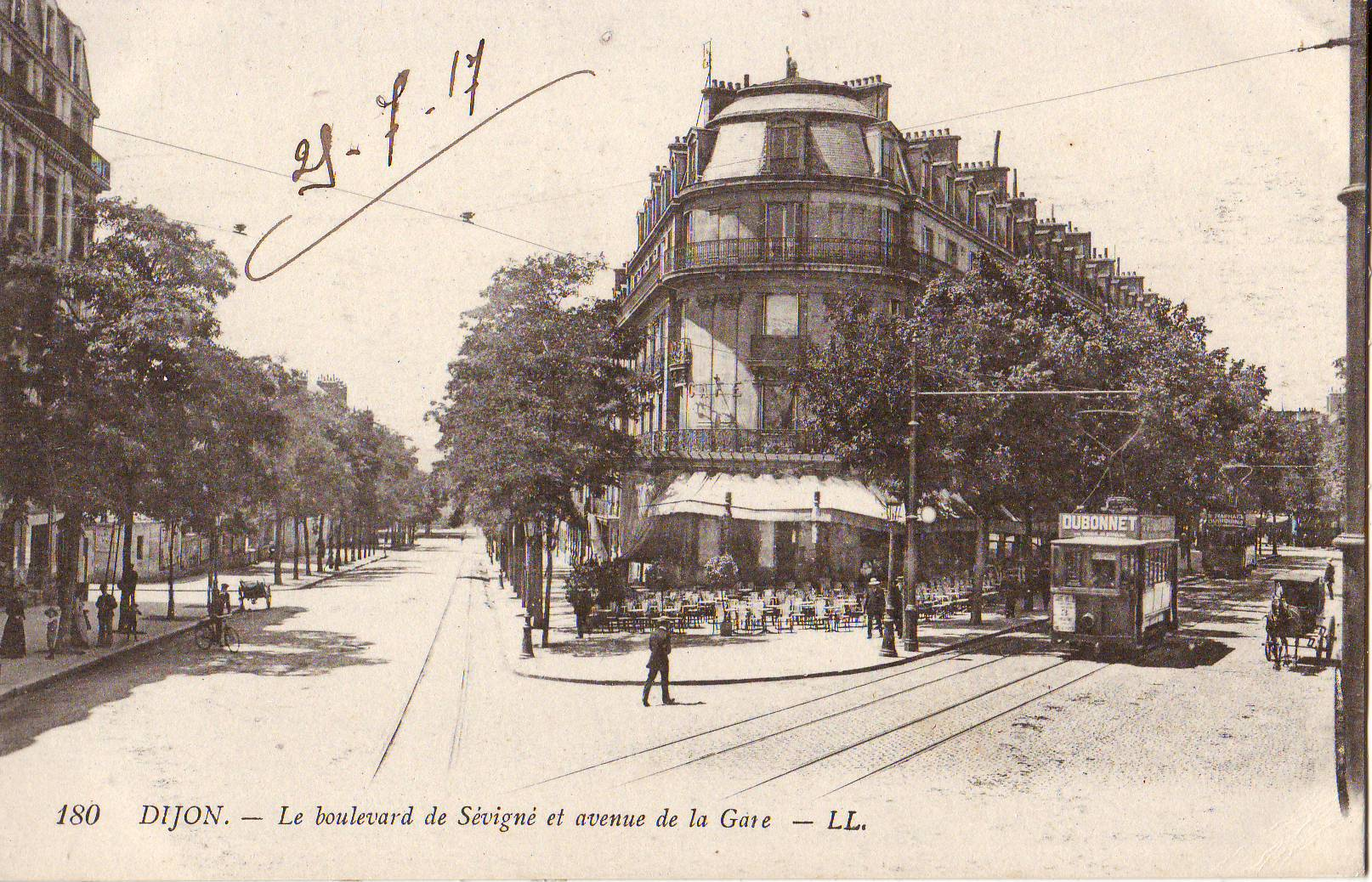
Vue depuis la Place Darcy vers la gare, on voit la voie unique des CDCO s'engageant boulevard de Sévigné, et la double voie électrifiée des tramways urbains sur l'avenue de la Gare

Le réseau était à voie métrique. Le gabarit, initialement fixé à 1,80 m de large par le décret de 1893, est porté à 2 m par le décret du 24 novembre 1894, et la hauteur du matériel roulant est limitée à 3,20 m.

### Les lignes initiales
À l'origine le réseau comportait les lignes suivantes :
- Caserne Heudelet - Pont du Canal, ouverture janvier 1895,
- Gare ville - Gare Porte Neuve, ouverture mars 1895,
- République - Cimetière, ouverture février 1895,
- Place Saint Pierre - Parc, ouverture mars 1895,

En 1911 après remaniement du réseau, les lignes étaient les suivantes :
- 1 :- Gare ville - Parc, (3,3 km),
- 2 :- Gare ville - Cimetière, (3,8 km),
- 3 :- Gare ville - Rue des Trois Ponts, (3,3 km),
- 4 :- Talant - Gare Porte Neuve, (3,1 km),
- 5 :- Arsenal (Barrière de Beaune) - Caserne Heudelet, (3,9 km),

À ces lignes urbaines s'ajoute une ligne suburbaine concédée aux TED en 1909. 
- Dijon (barrière de Beaune) - Fixin - Gevrey-Chambertin, (10,5 km) ouverture octobre 1909.

Le dépôt et l'usine électrique sont situés rue des Trois-Forgerons, près du port du canal.

### Évolution du réseau
En 1921, la ligne suburbaine de Dijon à Gevrey-Chambertin initialement concédée au TED, est rétrocédée au département de la Côte-d'Or qui l'intègre dans le réseau départemental des CDCO.
Les TED reçoivent en 1932 la concession d'une nouvelle ligne vers Longvic et  Ouges pour desservir la base aérienne
- 6:- Dijon (Place Wilson - Ouges), (5,6 km), ouverture le 1er mars 1935

Deux prolongements sont réalisés sur la ligne 5
- Arsenal - Chenôve, (1,7 km), au sud, mis en service en juillet 1937,
- Caserne Heudelet, Rue Chanzy à Pouilly, (1 km), au nord, mis en service en novembre 1940).

### Galerie

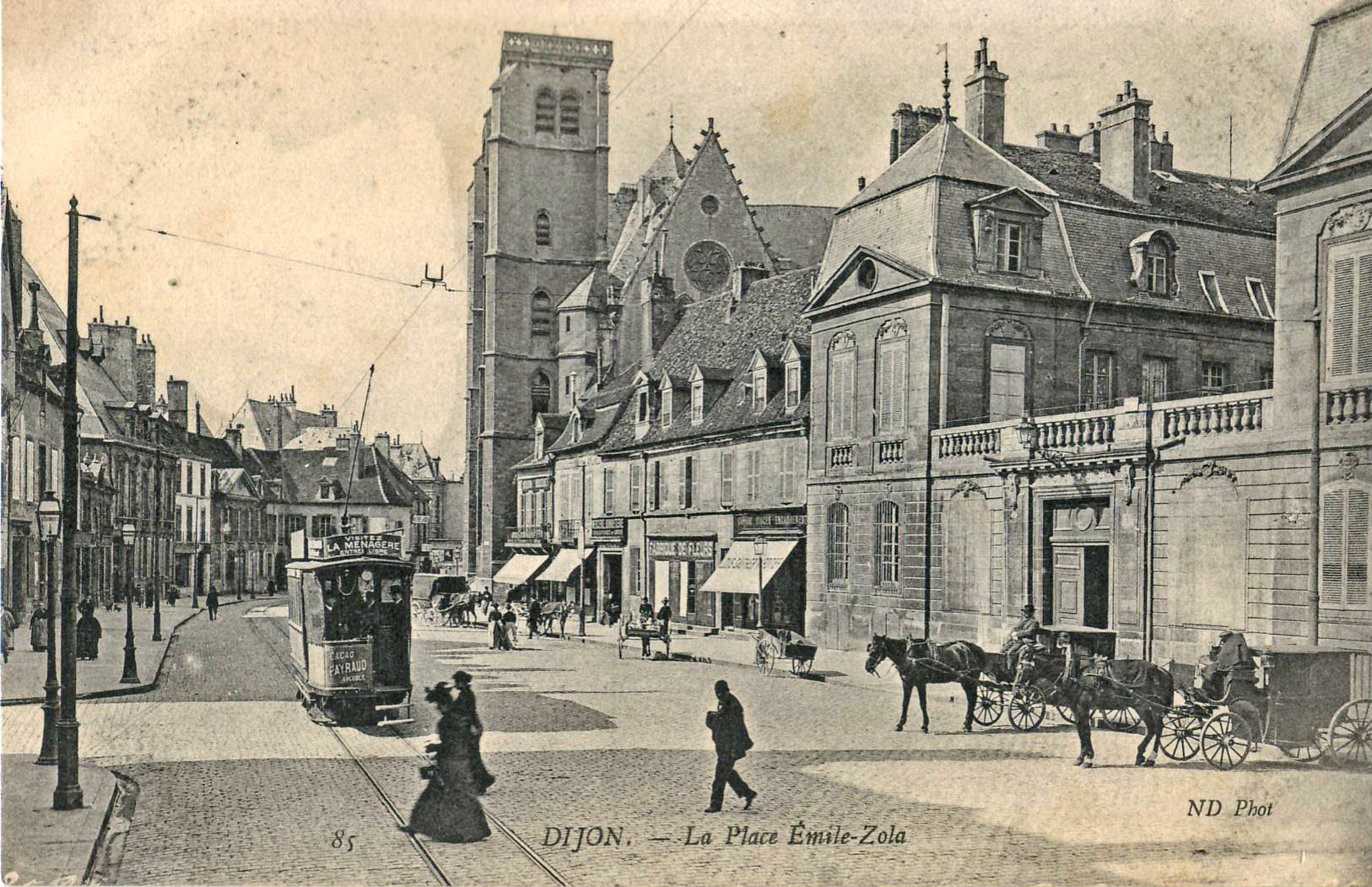
Place Émile-Zola
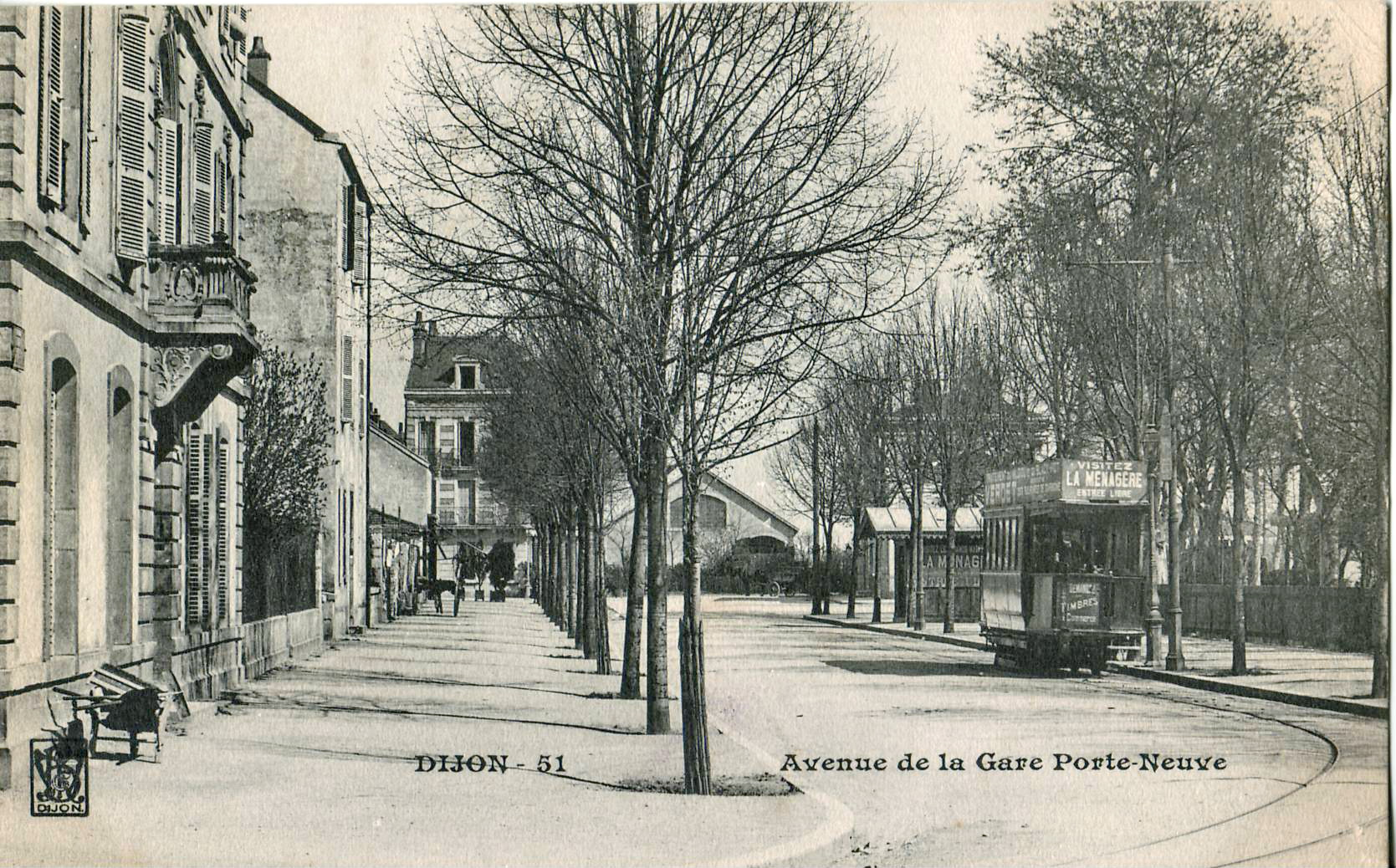
Avenue de la Gare Porte-Neuve
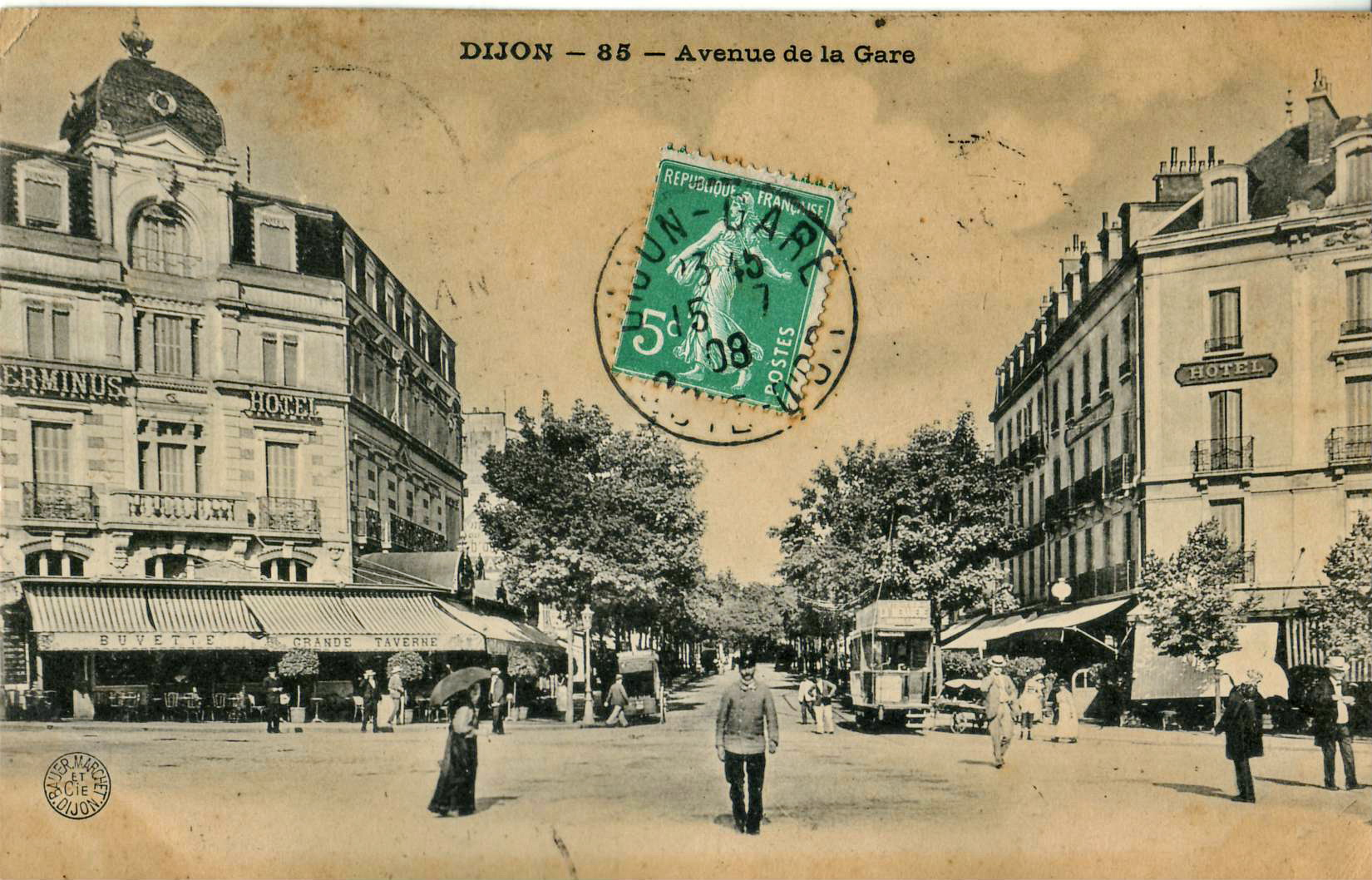
Avenue de la Gare

## Exploitation

### Les TED

#### Matériel roulant
Véhicules moteurs
- N° 1 à 20 : motrices Grammont, livrées en 1894
- N° 21 à 25 : motrices Grammont, livrées en 1900-1905

Longueur : 7,50 m
Largeur : 2 m
Masse à vide : 8,3 t
Capacité de transport : 36 personnes
Matériel complémentaire :
- N° 26 à 27 : motrices type C, construite par Pétolat, équipement électrique Alsthom AEG, livrées en 1933
- N° 28 à 30 : motrices type D, construite par De Dietrich, équipement électrique Alsthom,  livrées en 1935
- N° 40 à 47 : motrices type E, construites par Clarel et Fouché, équipement électrique Alsthom, livrées en 1938

En 1940 les véhicules subissent un changement dans leur numérotation :
- N° 1 - 15 : motrice Grammont,
- N° 21 - 24 : motrice C
- N° 31 - 33 : motrice D
- N° 41 - 48 : Motrice E

Véhicules remorqués
- 2 remorques ouvertes type "baladeuse"

Matériel complémentaire :
- N° 51 - 54 : remorques ouvertes type "baladeuse",
- N° 61 - 64 : remorques fermées, construite par Pétolat, livrées en 1933
- N° 71 - 74 : remorques fermées, construite par De Dietrich, livrées en 1934
- N° 75 - 77 : remorques fermées, construite par Pétolat, livrées en 1937